# Голубок індиговий
Голубок індиговий (Geotrygon purpurata) — вид голубоподібних птахів родини голубових (Columbidae). Мешкає в Колумбії і Еквадорі. Раніше вважався підвидом сапфірового голубка.

## Опис
Довжина птаха становить 22-26 см. вага 155 г. У самців верхня частина тіла переважно рудувато-коричнева з пурпуровим відтінком. Покривні пера крил яскраво-рудувато-пурпурові. Спина і надхвістя яскраво-індигові. Хвіст чорнуватий, три крайніх пари стернових пер на кінці білі. Нижня частина тіла сірувато-біла. Тім'я і потилиця індигові, обличчя і горло білі, на щоках чорнувато-фіолетові смуги, шия з боків блискуча, золотисто-зелені. Очі червонуваті, навколо очей плями голої чорної шкіри. Самиці мають дещо тьмяніше, менш яскраве забарвлення. Молоді птахи мають ще менш яскраве забарвлення, візернок на обличчі менш виражений, на верхній частині тала є білі плями, райдужні плями відсутні.

## Поширення і екологія
Індигові голубки мешкають у західних передгір'ях Анд в Колумбії і північно-західному Еквадорі. Вони живуть в підліску вологих рівнинних і гірських тропічних лісів. Зустрічаються поодинці або парами, переважно на висоті від 600 до 1700 м над рівнем моря. Живляться насінням і дрібними безхребетними, шукають їжу на землі.

## Збереження
МСОП класифікує цей вид як такий, що перебуває під загрозою знищення. За оцінками дослідників, популяція індигових голубків становить від 1000 до 2500 птахів. Їм загрожує знищення природного середовища.